# Maíra Dvorek
Maíra Dvorek é uma atriz brasileira. Iniciou sua carreira no teatro com o espetáculo "Play Strindberg" de Friedrich Dürrenmatt aos treze anos de idade.

## Carreira

### Teatro
- 2015- 2013 - " Tribos", Nina Raine, direção Ulysses Cruz
- 2012- "Last downey show'
- 2011- "Desaforados" show de Stand Up com Marcelo Mansfield e Marcelo Madureira
- 2010- Segunda Mostra Brasileira de Stand Up Comedy
- 2012-2005- Mukhtaran: Ensaios sob a guerra, Monólogo
- 2009- "Olere Olará"- Texto e direção de Dionisio Neto
- 2008- 2009Primeira Mostra Brasileira de Stand Up Comedy" Confissões de Acompanhandes"- Stand up, baseado na obra homônima de Newton Cannito
- 2010- 2005 Mukhtaran: ensaios sob a guerra - monólogo
- 2007- À Margem da Vida, Tennessee Williams- Laura
- 2006- Brechtianas Kabaret
- 2006- A Ascensão e Queda de Mahagonny, Brecht - Viúva Begbick
- 2005- Sartreanas-Sartre 100 Anos", com o espetáculo Diálogos Existencialistas
- 2004-2003- 2002Diabo e o Bom Deus, de Jean-Paul Sartre- Hilda
- 2001- Nervos de Deus- Pudor
- 2000- Courting Disaster, de Margaret Wood - Phoebe Hunter, Alice Coper e Pc Bowen - Prêmio de melhor atriz
- 1999- Fedra, de Jean Racine, direção de Antônio Abujamra
- 1998- O Alienista, de Machado de Assis
- 1995- Play Strindberg, de Friedrich Dürrenmatt

### Leituras Dramáticas:                             “ 7 autores 7 diretores”
SESC Concolação:
- 2018- “  A casa de Bernarda Alba, Garcia Lorca
- 2018- “ Bodas de Sangue, Garcia Lorca, Direção Aimar Labaki
- 2013- " Othelo, William Shakespeare, Direção Paula Klein
- 2010 - " Fedra", de Jean Racine, Direção Antônio Abujamra
- 2010- " Don Juan", Otavio Frias Filho, Direção Mika Lins
- 2009- "Galileu Galilei ",Bertolt Brecht, Direção Marco Antônio Pâmio
- 2009 "O Interrogatório" – Peter Weiss, Direção Mika Lins
- 2009- " Oração para uma Negra", William Faulkner e adaptação de Albert Camus, Direção Ariela Goldman
- 2009- " As Bruxas de Salém",Arthur Miller, Direção Marco Antônio Pâmio
- 2009- " O Santo Inquérito", Dias Gomes, Direção Eugênia Thereza de Andrade
- 2008- "Trabalhos de Amor Perdidos ", Shakespeare, Direção Mika LIns
- 2007 - "Exceção e a Regra", Bertolt Brecht, Direção de Marco Antonio Rodrigues.
- 2007- "As eruditas", Molière, Direção de Mika Lins
- 2007- "À margem da vida", Tennessee Williams Direção Eugênia Thereza de Andrade

### Televisão
- 2010 Vidas em Jogo
- 2007- O Sistema- Talita "Paca" H, de Alexandre Machado e Fernanda Young, Rede Globo

### Cinema
- 2005 Copérnico, direção Eduardo Climachauska
- 2006 Opus Nôumeno, direção Filipe Moura (curta)
- 2007 Ensaios sob Guerra, direção Sérgio Glasberg
- 2009 Instruções para chorar, concepção Maíra Dvorek, direção Theo Solnik (curta)
- 2009 Praça Gogard ", direção Ivan Feijó (curta)
- 2013 Cinem[atico, direção Cláudio Gonçalves
- 2012 why am I acting for? (documentário)
- 2012 Fly me direção Marcos Freitas e Julianne Verggan
- 2013 Physical Theater any way diretor Artwins YesitDoes, Julia

### Literatura
"500 Anos- Antologia Poética"
"Antologia Poética Brasileira: Jovens Escritores"
" Timor Esperança", coletânea de poesias em homenagem ao país Timor Leste, publicado em todos os países de língua portuguesa. Edição SHAN Editores de Porto Alegre – RS

### Prêmios
DRAMMA FESTIVAL, melhor atriz
Prêmio Menção Honrosa no Concurso Nacional de Poesia da Confraria dos Poetas Brasileiros